# Шчасный, Зденек
Зденек Шчасный (чеш. Zdeněk Ščasný; 9 августа 1957, Брно) — чехословацкий и чешский футбольный защитник, полузащитник, тренер.

## Биография
Выступал с 1975 по 1992 годы за клубы Чехословакии и Кипра на позициях хавбека и защитника.
С 1991 г. — на тренерской работе.
Тренировал популярные клубы Чехии — «Спарта» (Прага), «Виктория Жижков», «Млада Болеслав», «Теплице», Греции — «Панатинаикос», Венгрии — «Дебрецен». С апреля 2015 — вновь в «Спарте».

## Успехи (в качестве игрока)
Чемпион Чехословакии: 1977, 1979, 1984, 1985, обладатель Кубка Чехословакии: 1980, 1984.

## Успехи (в качестве тренера)
Чемпион Чехии: 1998, 1999, обладатель Кубка Чехии: 2001.

## Личная жизнь
Жена — Гана, сын Михал, дочь Павлина. Увлекается рыбалкой.